# San Sebastián (Cauca)
San Sebastián es un municipio de la República de Colombia localizado al sur del departamento del Cauca. Fue fundado en 1562 por Pedro Antonio Gómez. Consta de una estructura colonial.

## Historia
Este lugar tradicionalmente ha sido poblado por culturas indígenas que se han arraigado en el imaginario colectivo de las nuevas generaciones que han ido surgiendo.  Una de las comunidades indígenas de más renombre es la Papallacta, un término proveniente de la lengua quechua  ancestralmente hablada por los indígenas de esta región del Cauca.

## División Político-Administrativa
Además de su Cabecera municipal. San Sebastián tiene bajo su jurisdicción los siguientes Centros poblados:

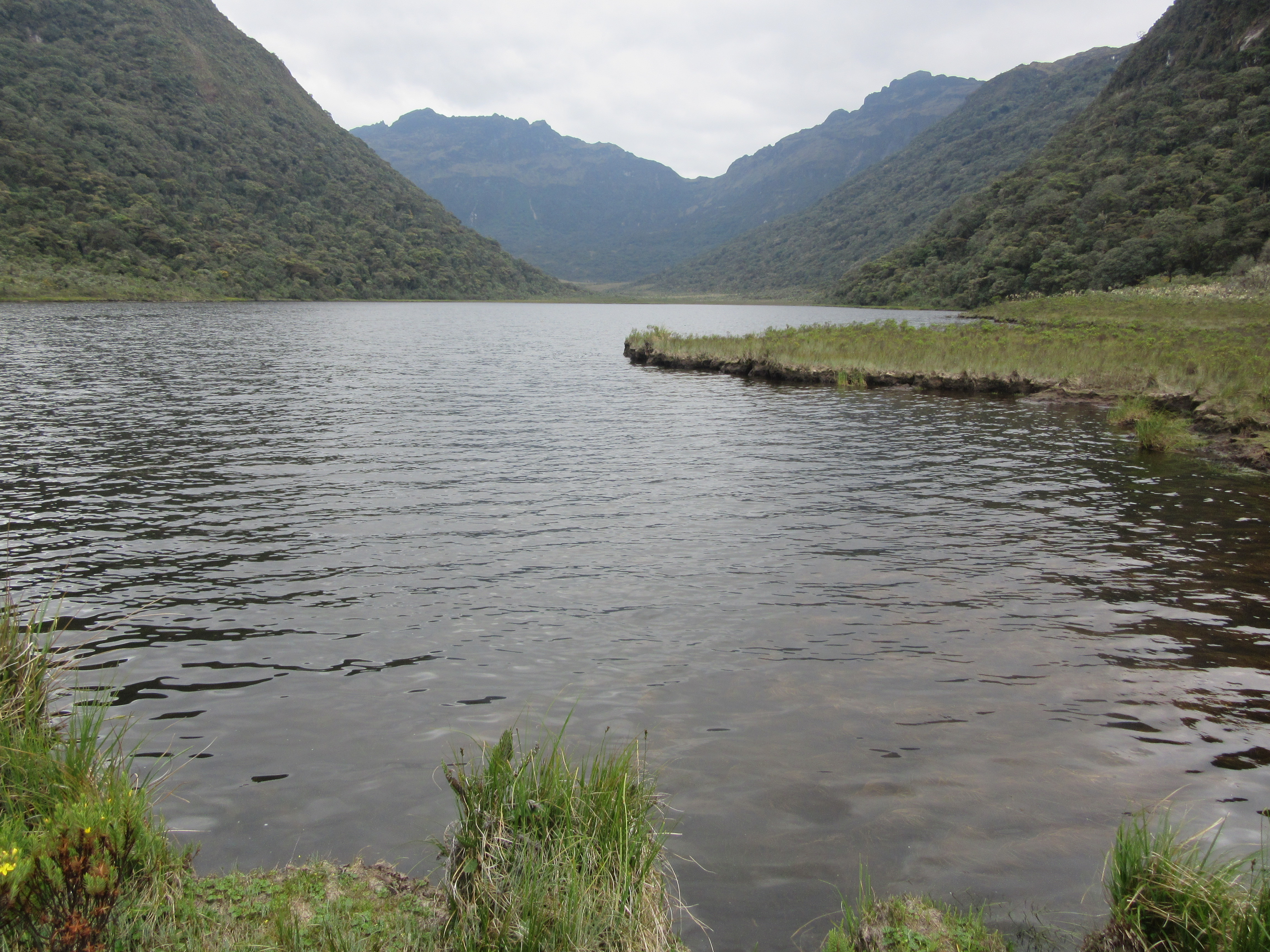
En Valencia se encuentra la laguna de Cusiyaco (este nombre se debe a que tiene forma de un conejo).

- El Rosal
- Santiago
- Valencia
- Venecia

## Geografía
El municipio de San Sebastián se encuentra ubicado en el departamento del Cauca y está localizado en el Corazón del Macizo Colombiano, uno de los lugares más importantes de Colombia. El municipio alberga uno de los mayores patrimonios naturales del país ya que su agua y oxígeno están entre los más puros del mundo.

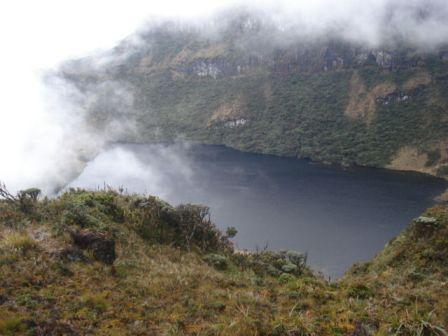
Lagunas cercanas a San Sebastián

Su altura es de 2.010 m s. n. m., y se encuentra localizado a 220 kilómetros de la ciudad de Popayán, capital del departamento del Cauca. Tiene un área total de 436 km², cuenta con pisos térmicos: de páramo, frío, templado con una temperatura promedio de 18°.

### Límites
Al oriente con el municipio de Santa Rosa (Cauca) y el municipio de San Agustín (Huila). 
Al occidente; con los municipios de Bolívar y Almaguer(Cauca).
Al norte; con los municipios de Almaguer y La Vega. 
Al sur; con los municipios Santa Rosa y Bolívar (Cauca). 
Distancia de referencia: 
280 km de Popayán - 896 km de la Capital de la República

## Ubicación en el Macizo Colombiano
Este municipio está situado en la Cordillera Central del sistema montañoso de los Andes, en el Macizo Colombiano; un lugar de importancia geográfica e hídrica para Colombia ya que en el nacen algunos de los principales ríos del país como: El Cauca, Patía, Magdalena y Caquetá, que son primordiales recursos hídricos de carácter nacional y de gran importancia ambiental y socioeconómica para el desarrollo de la región.
El Macizo Colombiano conocido también por otros nombres como “Nudo de Almaguer” y  “Estrella Fluvial Colombiana” es un nudo geográfico donde también nace la cordillera Oriental. Está situado aproximadamente entre los 1º40’ y 2º30’ de latitud norte; 76º10’ y 76º55’ de longitud al oeste de Greenwich. Comprende aproximadamente 3800 kilómetros cuadrados.
El Municipio de San Sebastián centrado en el Macizo Colombiano, posee variedad de lagunas como: la Magdalena, Santiago, Cusiyaco, y Sucubúm entre otras, ubicadas en el corregimiento de Valencia y el Departamento del Huila. Presenta una significativa variabilidad en sus pendientes,  su máxima altura a los 2.000 m s. n. m. al nororiente del Municipio y su mínima altura a los 1.800 m s. n. m. al sur occidente. San Sebastián es un municipio biodiverso gracias a su estado climático y a las condiciones altitudinales que posee.

## Economía
La economía del Municipio se basa principalmente en prácticas agropecuarias, produciendo diversidad de alimentos debido al sistema montañoso y sus diferentes pisos altitudinales, con condiciones limitadas generalmente para el desarrollo de sus productos, de los cuales cabe destacar: La papa, y la producción ganadera en el valle de las papas, generando recursos económicos para el Municipio; además, se tiene a menor escala productos de " pancoger " como el maíz, caña panelera, frutales, frijol y otros; producción que ha disminuido por la difícil situación socioeconómica y la aparición del cultivo de amapola que viene representando más rentabilidad para los agricultores, lo que ocasiona indicadores adversos como: degradación del suelo, extinción de flora y fauna, contaminación directa e indirecta de las fuentes de agua por el uso de agroquímicos, tala de bosques, desbalance del componente hídrico, quemas, aumento de la frontera agrícola, pérdida de identidad cultural y desunión familiar, consecuencias que atentan contra los recursos naturales y contribuyen a la degradación de los valores y tradiciones de la comunidad.

## Cultura
San Sebastián es un municipio donde actualmente predomina población perteneciente al cabildo indígena Yanacona, quien representa la máxima autoridad junto a las autoridades municipales.
Entre las actividades principales que la población realiza predomina la agricultura. Los campesinos se dedican principalmente a la siembra de cultivos como: papa, maíz, trigo, fríjol, yuca, caña panelera, café, plátano y algunos frutos.
Sus costumbres por convicción ancestrales coinciden con las de otras culturas indígenas famosas, como los incas, las cuales exhiben dibujos y bordados con figuras como la llama peruana, el sol y otros elementos característicos de la simbología Inca. La forma como los indígenas manifiestan su cultura y la de sus antepasados como la forma de vestir, su lengua, ritos y otras costumbres. En esta región de Colombia se han encontrado vestigios de cementerios indígenas. En los más antiguos han aparecido cadáveres sepultados en grandes vasijas de barro cocido y se los encuentra momificados y en cuclillas, al estilo Incaico.